# 申榮大
申榮大（：／ Shin Young-dae，1961年4月29日—），大韓民國自由派政治人物，第21屆國會議員。